# Bogusław Kreja
Bogusław Józef Kreja (ur. 17 marca 1931 w Skórczu, zm. 26 grudnia 2002 w Gdańsku) – polski językoznawca, profesor zwyczajny. 

## Życiorys
Urodził się w rodzinie Józefa, nauczyciela, i Anny z Bogaleckich. Był bratem Zyty (ur. 1933), Ludwika (ur. 1935), Teresy (ur. 1937), Marii (ur. 1939) i Jerzego (ur. 1942). Do wybuchu II wojny światowej uczył się w szkole powszechnej. W 1950 ukończył gimnazjum w Starogardzie Gdańskim, w 1955 polonistykę na Katolickim Uniwersytecie Lubelskim. Od 1956 pracował naukowo na Uniwersytecie im. Adama Mickiewicza w Poznaniu. W 1960 uzyskał tam doktorat, a w 1969 habilitację. W późniejszych latach powrócił na Pomorze, gdzie był pracownikiem Uniwersytetu Gdańskiego. W 1976 został profesorem nadzwyczajnym, a w 1987 zwyczajnym.
Był członkiem Polskiego Towarzystwa Językoznawczego (od 1965), członkiem Rady Języka Polskiego, Komitetu Językoznawstwa PAN (od 1975), Zarządu Głównego Towarzystwa Miłośników Języka Polskiego i Komisji Słowotwórczej przy Międzynarodowym Komitecie Slawistów. Od 1981 był także członkiem czynnym Towarzystwa Naukowego KUL oraz Gdańskiego Towarzystwa Naukowego, Międzynarodowej Komisji Leksykologiczno-Leksykograficznej (od 1981), Międzynarodowej Komisji Słowotwórczej przy Międzynarodowym Komitecie Slawistów (od 1995).
Był jednym z redaktorów czasopisma Język Polski. Opublikował 15 książek i ponad 350 rozpraw i artykułów. 
Za działalność w zakresie kultury języka polskiego w 1989 otrzymał Nagrodę im. Witolda Doroszewskiego.
Od 1957 był mężem Teresy z Klugmannów (1932–2018), lekarki.

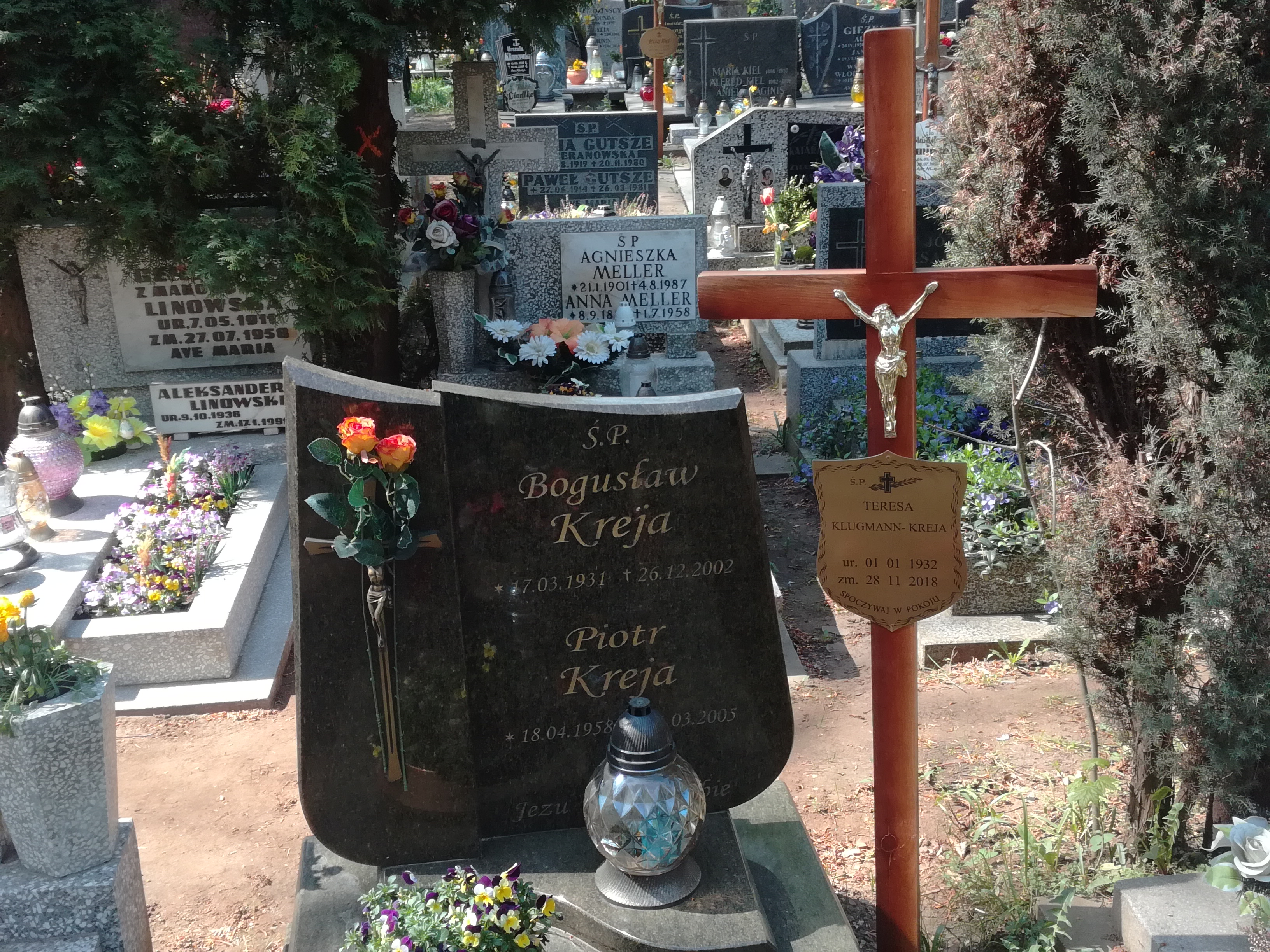
Grób profesora Bogusława Krei na cmentarzu Oliwskim

Zmarł w Gdańsku, pochowany na cmentarzu Oliwskim w Gdańsku (kwatera 7-13-6).

## Wybrane publikacje
- Oboczne formy zaimkowe typu jego || go i jeji || ji w języku polskim, Poznań 1962.
- Słowotwórstwo rzeczowników ekspresywnych w języku polskim. Formacje na -ik, -k-, -isko i -ina, Gdańsk 1969.
- Wybrane zagadnienia polskiego słowotwórstwa, Gdańsk 1985.
- Nazwy miejscowe Kociewia i okolicy, Gdańsk 1988.
- Z morfologii i morfotaktyki współczesnej polszczyzny, Wrocław 1989.
- Studia z polskiego słowotwórstwa, Wydawnictwo Uniwersytetu Gdańskiego, Gdańsk 1996.
- Księga nazwisk ziemi gdańskiej, Wydawnictwo Uniwersytetu Gdańskiego, Gdańsk 1998.
- Słowotwórstwo polskie na tle słowiańskim. Studia, Wydawnictwo Uniwersytetu Gdańskiego, Gdańsk 1999.
- Z zagadnień ogólnych polskiego słowotwórstwa, Wydawnictwo Uniwersytetu Gdańskiego, Gdańsk 2000.
- Mówię, więc jestem, t. 1–3, Wydawnictwo Uniwersytetu Gdańskiego, Gdańsk 2000–2005.
- Wyrazy i wyrażenia. Studia i szkice z historii słownictwa, ze słowotwórstwa i kultury języka, Gdańsk 2002.

Źródło:.

## Ordery i odznaczenia
- Krzyż Oficerski Orderu Odrodzenia Polski (6 sierpnia 2001)[5]
- Krzyż Kawalerski Orderu Odrodzenia Polski (1977)
- Medal Komisji Edukacji Narodowej (1980)
- Medal Księcia Mściwoja II (2001)[6]
- Odznaka honorowa „Zasłużonym Ziemi Gdańskiej” (1971)

Źródło:.

## Upamiętnienie
Jedna z auli Wydziału Filologicznego UG została nazwana imieniem prof. Bogusława Krei.